# Blimp

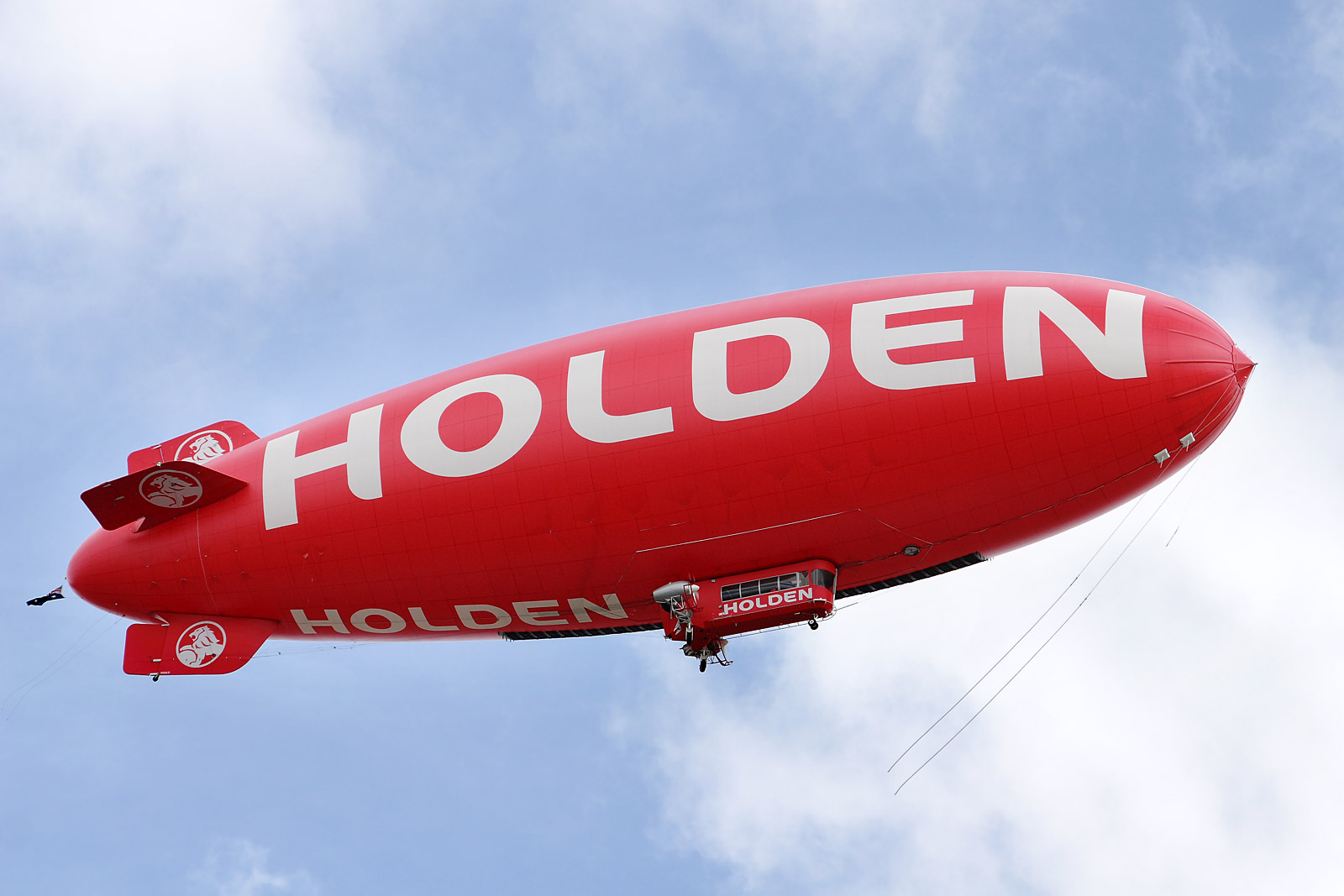

Mjukt luftskepp eller Blimp är en benämning på ett luftskepp som är baserat på en mjuk ballong, till skillnad från zeppelinare som har ett styvt metallskelett. Ballongen fylls med en lätt gas (vanligen helium).
Skyship 600 är ett modernt luftskepp av blimp-typ. Se engelsk artikel under externa länkar.